# Chirlan
Chirlan est un village de la région de Choucha en Azerbaïdjan.

## Histoire
En 1992-2020, le village était sous le contrôle des forces armées arméniennes. Le village tire son nom d'une source appelée Chirlan. En 2020, lors de la guerre du Haut-Karabagh l'armée azerbaïdjanaise a repris le contrôle du village.